# Pokal evropskih prvakov 1995/96 (hokej na ledu)
Pokal evropskih prvakov 1995/96 je enaintrideseta sezona hokejskega pokala, ki je potekal med septembrom in 30. decembrom 1993. Naslov evropskega pokalnega zmagovalca je osvojil klub Jokerit Helsinki, ki je v finalu premagal Kölner Haie.

## Tekme

### Predtekmovanje
| 1. klub            | Rezultat  | 2. klub         |
| ------------------ | --------- | --------------- |
| Tornado Luxembourg | 4:5, 2:2  | CHH Txuri Urdin |
| Ankara Büyükşehir  | 2:15, 6:9 | HC Bat Yam      |

### Prvi krog

#### Skupina A
(Sofija, Bolgarija)
| 1. klub             | Rezultat | 2. klub             |
| ------------------- | -------- | ------------------- |
| HC Steaua Bucureşti | 17:0     | HK Partizan         |
| Levski Sofija       | 0:21     | Sokil Kyiv          |
| Sokil Kyiv          | 34:0     | HK Partizan         |
| Levski Sofija       | 0:8      | HC Steaua Bucureşti |
| Levski Sofija       | 15:2     | HK Partizan         |
| Sokil Kyiv          | 8:2      | HC Steaua Bucureşti |

##### Lestvica
| Poz | Klub                | Točke |
| 1   | Sokil Kyiv          | 6     |
| 2   | HC Steaua Bucureşti | 4     |
| 3   | Levski Sofija       | 2     |
| 4   | HK Partizan         | 0     |

#### Skupina B
(Budimpešta, Madžarska)
| 1. klub                 | Rezultat | 2. klub                 |
| ----------------------- | -------- | ----------------------- |
| Tivali Minsk            | 17:0     | KHL Medveščak Zagreb    |
| Ferencvárosi TC         | 1:7      | Torpedo Ust-Kamenogorsk |
| Torpedo Ust-Kamenogorsk | 15:1     | KHL Medveščak Zagreb    |
| Ferencvárosi TC         | 4:7      | Tivali Minsk            |
| Ferencvárosi TC         | 9:1      | KHL Medveščak Zagreb    |
| Torpedo Ust-Kamenogorsk | 6:6      | Tivali Minsk            |

##### Lestvica
| Poz | Klub                    | Točke |
| 1   | Tivali Minsk            | 5     |
| 2   | Torpedo Ust-Kamenogorsk | 5     |
| 3   | Ferencvárosi TC         | 2     |
| 4   | KHL Medveščak Zagreb    | 0     |

#### Skupina C
(Herning, Danska)
| 1. klub         | Rezultat | 2. klub         |
| --------------- | -------- | --------------- |
| Herning IK      | 10:2     | HC Bat Yam      |
| Narva Kreenholm | 8:1      | SC Energija     |
| Narva Kreenholm | 11:1     | HC Bat Yam      |
| Herning IK      | 10:2     | SC Energija     |
| SC Energija     | 8:6      | HC Bat Yam      |
| Herning IK      | 7:0      | Narva Kreenholm |

##### Lestvica
| Poz | Klub            | Točke |
| 1   | Herning IK      | 6     |
| 2   | Narva Kreenholm | 4     |
| 3   | SC Energija     | 2     |
| 4   | HC Bat Yam      | 0     |

#### Skupina D
(Tilburg, Nizozemska)
| 1. klub            | Rezultat | 2. klub            |
| ------------------ | -------- | ------------------ |
| Olimpija Hertz     | 17:2     | CHH Txuri Urdin    |
| Tilburg Trappers   | 1:4      | Sheffield Steelers |
| Olimpija Hertz     | 5:3      | Sheffield Steelers |
| Tilburg Trappers   | 14:1     | CHH Txuri Urdin    |
| Sheffield Steelers | 9:2      | CHH Txuri Urdin    |
| Tilburg Trappers   | 2:8      | Olimpija Hertz     |

##### Lestvica
| Poz | Klub               | Točke |
| 1   | Olimpija Hertz     | 6     |
| 2   | Sheffield Steelers | 4     |
| 3   | Tilburg Trappers   | 2     |
| 4   | CHH Txuri Urdin    | 0     |

### Drugi del

#### Skupina E
(Hamar, Norveška)
| 1. klub       | Rezultat | 2. klub       |
| ------------- | -------- | ------------- |
| HV71          | 4:2      | TJ VSŽ Košice |
| Storhamar     | 4:0      | Sokil Kyiv    |
| Storhamar     | 1:3      | TJ VSŽ Košice |
| HV71          | 8:1      | Sokil Kyiv    |
| TJ VSŽ Košice | 6:1      | Sokil Kyiv    |
| Storhamar     | 1:3      | HV71          |

##### Lestvica
| Poz | Klub          | Točke |
| 1   | HV71          | 6     |
| 2   | TJ VSŽ Košice | 4     |
| 3   | Storhamar     | 2     |
| 4   | Sokil Kyiv    | 0     |

#### Skupina F
(Kloten, Švica)
| 1. klub       | Rezultat | 2. klub       |
| ------------- | -------- | ------------- |
| EHC Kloten    | 3:3      | VEU Feldkirch |
| Tivali Minsk  | 4:4      | TPS Turku     |
| VEU Feldkirch | 8:2      | Tivali Minsk  |
| EHC Kloten    | 3:2      | TPS Turku     |
| VEU Feldkirch | 5:3      | TPS Turku     |
| EHC Kloten    | 2:5      | Tivali Minsk  |

##### Lestvica
| Poz | Klub          | Točke |
| 1   | VEU Feldkirch | 5     |
| 2   | Tivali Minsk  | 3     |
| 3   | EHC Kloten    | 3     |
| 4   | TPS Turku     | 1     |

#### Skupina G
(Bolzano, Italija)
| 1. klub                 | Rezultat | 2. klub                 |
| ----------------------- | -------- | ----------------------- |
| Dinamo Moskva           | 3:0      | Torpedo Ust-Kamenogorsk |
| HC Bolzano              | 10:3     | Herning IK              |
| Dinamo Moskva           | 10:1     | Herning IK              |
| HC Bolzano              | 4:7      | Torpedo Ust-Kamenogorsk |
| HC Bolzano              | 4:5      | Dinamo Moskva           |
| Torpedo Ust-Kamenogorsk | 3:2      | Herning IK              |

##### Lestvica
| Poz | Klub                    | Točke |
| 1   | Dinamo Moskva           | 6     |
| 2   | Torpedo Ust-Kamenogorsk | 4     |
| 3   | HC Bolzano              | 2     |
| 4   | Herning IK              | 0     |

#### Skupina H
(Vsetín, Češka)
| 1. klub         | Rezultat | 2. klub           |
| --------------- | -------- | ----------------- |
| Rouen HC        | 5:2      | Podhale Nowy Targ |
| HC Petra Vsetín | 7:1      | Olimpija Hertz    |
| HC Petra Vsetín | 4:2      | Rouen HC          |
| Olimpija Hertz  | 11:4     | Podhale Nowy Targ |
| Rouen HC        | 3:2      | Olimpija Hertz    |
| HC Petra Vsetín | 4:2      | Podhale Nowy Targ |

##### Lestvica
| Poz | Klub              | Točke |
| 1   | HC Petra Vsetín   | 6     |
| 2   | Rouen HC          | 4     |
| 3   | Olimpija Hertz    | 2     |
| 4   | Podhale Nowy Targ | 0     |

### Finalni del
(Köln, Nemčija)

#### Tretji del

##### Skupina J
| 1. klub          | Rezultat | 2. klub         |
| ---------------- | -------- | --------------- |
| Jokerit Helsinki | 5:2      | HC Petra Vsetín |
| HV71             | 5:3      | HC Petra Vsetín |
| Jokerit Helsinki | 5:3      | HV71            |

###### Lestvica
| Poz | Klub             | Točke |
| 1   | Jokerit Helsinki | 4     |
| 2   | HV71             | 2     |
| 3   | HC Petra Vsetín  | 0     |

##### Skupina K
| 1. klub       | Rezultat | 2. klub       |
| ------------- | -------- | ------------- |
| Kölner Haie   | 4:1      | Dinamo Moskva |
| VEU Feldkirch | 3:3      | Dinamo Moskva |
| Kölner Haie   | 4:2      | VEU Feldkirch |

###### Lestvica
| Poz | Klub          | Točke |
| 1   | Kölner Haie   | 4     |
| 2   | VEU Feldkirch | 1     |
| 3   | Dinamo Moskva | 1     |

#### Za tretje mesto
| 1. klub | Rezultat | 2. klub       |
| ------- | -------- | ------------- |
| HV71    | 10:3     | VEU Feldkirch |

#### Finale
| 1. klub     | Rezultat     | 2. klub          |
| ----------- | ------------ | ---------------- |
| Kölner Haie | 3:3 (2:3 KS) | Jokerit Helsinki |